# 5105 Westerhout
Az 5105 Westerhout (ideiglenes jelöléssel 1986 TM1) a Naprendszer kisbolygóövében található aszteroida. Edward L. G. Bowell fedezte fel 1986. október 4-én.